# 国王的恩赐：交错世界
《国王的恩赐：交错世界》是战略角色扮演游戏《国王的恩赐：戎装公主》的资料片。游戏加入了两个较短新战役（《竞技场冠军》和《守护王冠》）、新的兵种、70个新道具、50种新技能和13种新魔法。另有一个可定制地图的战役编辑器。